# Lars Stindl
Lars Stindl, né le 26 août 1988 à Spire en Allemagne, est un footballeur international allemand jouant au poste de milieu offensif ou d’attaquant au Karlsruher SC.

## Biographie

### Carrière en club

#### Karlsruher SC (2007-2010)
Lars Stindl naît à Spire, en Allemagne de l'Ouest. Il rejoint très tôt le TSV Wiesental avant de s'installer à Karlsruhe. Le jeune garçon y gravit toutes les catégories de jeunes du club. En 2007, le joueur fait ses premières apparitions sur les feuilles de matches de l'équipe première. Il joue également pour l'équipe B jusqu'en 2010, marquant onze buts en 49 rencontres.
Le 15 mars 2008, Stindl est lancé dans le bain professionnel en Bundesliga. Il attend la saison 2008-2009 pour inscrire son premier but en championnat. À la suite de la relégation du club à la fin de la saison, Stindl prend une place importante au sein de l'équipe. Il marque neuf buts et distribue sept passes durant la saison 2009-2010. Néanmoins, le milieu allemand annonce son intention de quitter le club.

#### Hanovre (2010-2015)
Le 16 mars 2010, son transfert à Hanovre 96 est confirmé. Ainsi, Stindl retrouve la Bundesliga. Il marque son premier but pour Hanovre en novembre 2010 face à Hambourg. Ses premières saison au club sont en demi teintes, le joueur se retrouvant souvent blessé. En avril 2012, Stindl échoit du brassard de capitaine à la suite de la retraite de Steve Cherundolo. 
Peu à peu, le milieu offensif prend de l'assurance et se montre décisif devant le but. Durant la saison 2011-2012, il découvre la Ligue Europa. Son club y réalise un parcours honorable en atteignant les quarts de finale où les allemands s'inclinent contre l'Atlético Madrid. La saison 2014-2015 est la plus productive de Stindl en Basse-Saxe. Bien que participant à 21 rencontres de championnat, il marque à dix reprises. Sa forme attire l'attention des cadors de la Bundesliga.

#### Borussia Mönchengladbach (2015-2023)
En mars 2015, libre de tout contrat avec Hanovre, Stindl est annoncé au Borussia Mönchengladbach pour la saison suivante,. En août 2015, Il réussit ses débuts en réalisant un doublé et une passe décisive en Coupe d'Allemagne contre le Sankt Pauli.

### En équipe nationale (depuis 2017)
Le 6 juin 2017, Stindl débute sous le maillot de l'équipe d'Allemagne en tant que titulaire lors d'un match amical face au Danemark. Portant le numéro 13, il offre une passe décisive à Joshua Kimmich qui permet aux Allemands de concéder un nul 1-1. 
Retenu pour la Coupe des confédérations 2017 par Joachim Löw, Stindl marque pour sa troisième sélection contre l'Australie. En finale, Stindl marque l'unique but de la rencontre contre le Chili. Il finit co-meilleur réalisateur de la compétition avec trois buts marqués.
Le 14 novembre 2017 à Cologne, il permet à la Mannschaft d'arracher le match nul dans les dernières secondes face aux Bleus (2-2) lors d'une rencontre amicale en vue du mondial 2018 russe. Il participe également au match de préparation face au Brésil, mais n'est finalement pas sélectionné pour participer à la Coupe du monde.

## Statistiques

### Carrière
Ce tableau résume les statistiques en carrière de Lars Stindl :
| Saison                | Club                     | Championnat           | Championnat | Championnat | Championnat | Coupe(s) nationale(s) | Coupe(s) nationale(s) | Coupe(s) nationale(s) | Compétition(s) continentale(s) | Compétition(s) continentale(s) | Compétition(s) continentale(s) | Compétition(s) continentale(s) | Allemagne | Allemagne | Allemagne | Total | Total | Total |
| Saison                | Club                     | Division              | M.          | B.          | P.d.        | M.                    | B.                    | P.d.                  | Comp.                          | M.                             | B.                             | P.d.                           | M.        | B.        | P.d.      | M.    | B.    | P.d.  |
| 2007-2008             | Karlsruher SC            | Bundesliga            | 2           | 0           | 0           | -                     | -                     | -                     | -                              | -                              | -                              | -                              | -         | -         | -         | 2     | 0     | 0     |
| 2008-2009             | Karlsruher SC            | Bundesliga            | 21          | 4           | 3           | 1                     | 0                     | 0                     | -                              | -                              | -                              | -                              | -         | -         | -         | 22    | 4     | 3     |
| 2009-2010             | Karlsruher SC            | 2.Bundesliga          | 33          | 9           | 7           | 2                     | 0                     | 0                     | -                              | -                              | -                              | -                              | -         | -         | -         | 35    | 9     | 7     |
| Sous-total            | Sous-total               | Sous-total            | 56          | 13          | 10          | 3                     | 0                     | 0                     | -                              | -                              | -                              | -                              | -         | -         | -         | 59    | 13    | 10    |
| 2010-2011             | Hanovre 96               | Bundesliga            | 33          | 2           | 4           | 1                     | 0                     | 0                     | -                              | -                              | -                              | -                              | -         | -         | -         | 34    | 2     | 4     |
| 2011-2012             | Hanovre 96               | Bundesliga            | 28          | 2           | 3           | 2                     | 2                     | 0                     | C3                             | 13                             | 2                              | 2                              | -         | -         | -         | 43    | 6     | 5     |
| 2012-2013             | Hanovre 96               | Bundesliga            | 18          | 2           | 3           | 2                     | 0                     | 0                     | C3                             | 9                              | 2                              | 3                              | -         | -         | -         | 29    | 4     | 6     |
| 2013-2014             | Hanovre 96               | Bundesliga            | 31          | 3           | 2           | 2                     | 0                     | 1                     | -                              | -                              | -                              | -                              | -         | -         | -         | 33    | 3     | 3     |
| 2014-2015             | Hanovre 96               | Bundesliga            | 21          | 10          | 3           | 1                     | 1                     | 0                     | -                              | -                              | -                              | -                              | -         | -         | -         | 22    | 11    | 3     |
| Sous-total            | Sous-total               | Sous-total            | 131         | 19          | 15          | 8                     | 3                     | 1                     | -                              | 22                             | 4                              | 5                              | -         | -         | -         | 161   | 26    | 21    |
| 2015-2016             | Borussia Mönchengladbach | Bundesliga            | 30          | 7           | 8           | 3                     | 4                     | 1                     | C1                             | 6                              | 3                              | 2                              | -         | -         | -         | 39    | 14    | 11    |
| 2016-2017             | Borussia Mönchengladbach | Bundesliga            | 30          | 11          | 3           | 4                     | 2                     | 0                     | C1+C3                          | 7+3                            | 2+3                            | 3+1                            | 6         | 3         | 1         | 50    | 21    | 8     |
| 2017-2018             | Borussia Mönchengladbach | Bundesliga            | 31          | 6           | 3           | 3                     | 0                     | 0                     | -                              | -                              | -                              | -                              | 5         | 1         | 0         | 39    | 7     | 3     |
| 2018-2019             | Borussia Mönchengladbach | Bundesliga            | 21          | 3           | 1           | 1                     | 0                     | 0                     | -                              | -                              | -                              | -                              | -         | -         | -         | 22    | 3     | 1     |
| 2019-2020             | Borussia Mönchengladbach | Bundesliga            | 25          | 9           | 3           | 1                     | 0                     | 0                     | C3                             | 4                              | 2                              | 0                              | -         | -         | -         | 30    | 11    | 3     |
| 2020-2021             | Borussia Mönchengladbach | Bundesliga            | 31          | 14          | 2           | 4                     | 1                     | 1                     | C1                             | 8                              | 2                              | 3                              | -         | -         | -         | 43    | 17    | 6     |
| 2021-2022             | Borussia Mönchengladbach | Bundesliga            | 26          | 4           | 4           | 3                     | 1                     | 0                     | -                              | -                              | -                              | -                              | -         | -         | -         | 29    | 5     | 4     |
| 2022-2023             | Borussia Mönchengladbach | Bundesliga            | 29          | 8           | 6           | 2                     | 1                     | 3                     | -                              | -                              | -                              | -                              | -         | -         | -         | 31    | 9     | 9     |
| Sous-total            | Sous-total               | Sous-total            | 215         | 62          | 30          | 21                    | 9                     | 5                     | -                              | 28                             | 12                             | 9                              | 11        | 4         | 1         | 275   | 87    | 45    |
| 2023-2024             | Karlsruher SC            | 2.Bundesliga          | 16          | 3           | 3           | 1                     | 1                     | 0                     | -                              | -                              | -                              | -                              | -         | -         | -         | 17    | 4     | 3     |
| Total sur la carrière | Total sur la carrière    | Total sur la carrière | 425         | 97          | 57          | 33                    | 14                    | 6                     | -                              | 50                             | 16                             | 14                             | 11        | 4         | 1         | 519   | 131   | 78    |

### Buts internationaux
| Buts internationaux de Lars Stindl | Buts internationaux de Lars Stindl | Buts internationaux de Lars Stindl          | Buts internationaux de Lars Stindl | Buts internationaux de Lars Stindl | Buts internationaux de Lars Stindl | Buts internationaux de Lars Stindl         |
| 0                                  | Date                               | Lieu                                        | Adversaire                         | Score                              | Résultats                          | Compétitions                               |
| ---------------------------------- | ---------------------------------- | ------------------------------------------- | ---------------------------------- | ---------------------------------- | ---------------------------------- | ------------------------------------------ |
| 1                                  | 19 juin 2017                       | Stade olympique Ficht, Sotchi, Russie       | Australie                          | 1-0                                | 3-2                                | Coupe des confédérations 2017              |
| 2                                  | 22 juin 2017                       | Kazan-Arena, Kazan, Russie                  | Chili                              | 1-1                                | 1-1                                | Coupe des confédérations 2017              |
| 3                                  | 2 juillet 2017                     | Stade Krestovski, Saint-Pétersbourg, Russie | Chili                              | 1-0                                | 1-0                                | Finale de la Coupe des confédérations 2017 |
| 4                                  | 14 novembre 2017                   | RheinEnergieStadion, Cologne, Allemagne     | France                             | 2-2                                | 2-2                                | Match amical                               |

## Palmarès

### Sélection
|  |  | Allemagne - Coupe des confédérations - Vainqueur : 2017 |